# Anadara mazatlanica
Anadara mazatlanica – gatunek morskiego, osiadłego małża z rodziny arkowatych (Arcidae). Występuje na głębokości od 33 metrów do 102 metrów.
Muszla o wymiarach: długość 6,2 cm, wysokość 3,6 cm, średnica 3,1 cm. Periostrakum koloru ciemnobrązowego. Odżywia się planktonem.
Występuje od Zatoki Kalifornijskiej po Meksyk.